# Østjyske længdebane

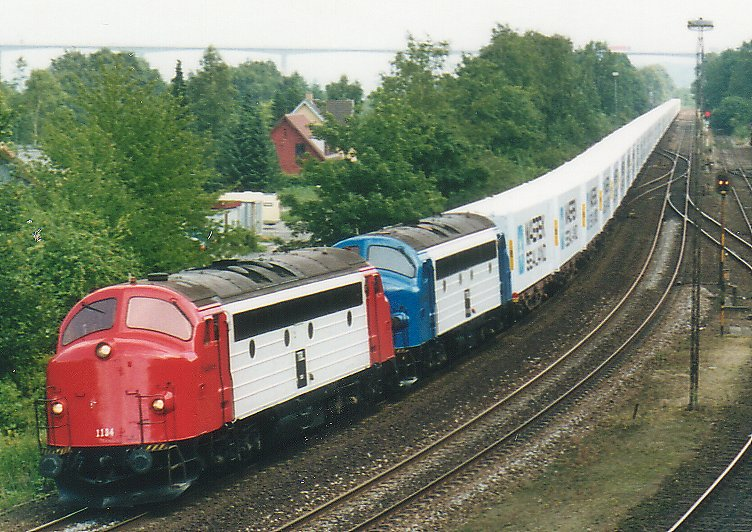
Containertrein nabij Vejle.

De "Østjyske længdebane", soms ook gewoon de "Jyske længdebane" genoemd, is een Deense spoorlijn tussen Padborg aan de grens met Duitsland naar Frederikshavn in Vendsyssel. Het eerste deel van de lijn werd in 1862 geopend en het laatste deel in 1871.
De spoorlijn bestaat uit de volgende spoorwegen:
- Padborg-Vamdrup, geopend in 1866
- Vamdrup-Fredericia, geopend in 1866
- Fredericia-Aarhus, geopend in 1868
- Aarhus-Randers, geopend in 1862
- Randers-Aalborg, geopend in 1869
- Vendsysselbanen, geopend in 1871

## Huidige stations
- Van Padborg naar Fredericia zijn er de volgende tussenstations: Tinglev, Rødekro, Vojens, Vamdrup, Lunderskov, Kolding en Taulov
- Van Fredericia naar Aarhus H zijn er de volgende tussenstations: Børkop, Brejning, Vejle, Hedensted, Horsens, Skanderborg, Hørning, Viby J en Kongsvang
- Van Aarhus H naar Aalborg zijn er de volgende tussenstations: Hinnerup, Hadsten, Langå, Randers, Hobro, Arden, Skørping, Støvring, Svenstrup, Skalborg en Aalborg
- Van Aalborg naar Frederikshavn zijn er de volgende tussenstations: Aalborg Vestby, Lindholm, Brønderslev, Vrå, Hjørring, Sindal, Tolne en Kvissel.